# 366 î.Hr.

## Nașteri
- dată necunoscută: Ptolemeu I Soter  (d. ?)

## Decese
- dată necunoscută: Aristip  (n. 434 î.Hr.)